# NIN (tygodnik)
NIN (cyrylica НИН) – serbski tygodnik wydawany w Belgradzie.
Nazwa czasopisma jest akronimem od Nedeljne informativne novine. Pierwszy numer ukazał się w styczniu 1935 roku (po wydaniu 26 numerów została wstrzymana publikacja), ponownie jest wydawany od 1951 i w lipcu 2008 na rynku ukazał się 3000 numer tygodnika. Od marca 2009 jego właścicielem jest szwajcarski koncern Ringier.
Zajmujące się głównie polityką pismo ma wysoką renomę, głównie ze względu na swą długowieczność. Od 1954 przyznaje prestiżową nagrodę dla najlepszej powieści roku (najpierw jugosłowiańskiej, teraz serbskiej).